# ジョン・ケイ (飛び杼)
ジョン・ケイ（John Kay、1704年6月17日 - 1779年ごろ）は、イギリスの発明家。飛び杼（とびひ）を発明したことで知られる。その発明は産業革命に大いに貢献した。ジョン・ケイの名は同名の有名人が数多いためしばしば混同されることがあり、特にランカシャーで紡績機を発明したジョン・ケイと混同されやすい。

## 概要
1704年6月17日、ランカシャー地方のベリーの北部、ウォルマーズリーに生まれる。父ロバートはヨーマン（自営農民）で、ウォルマーズリーに「パーク」と呼ばれる屋敷をもち、ジョンはそこで生まれた。なお、父はジョンが生まれる前に亡くなっており、パークは長男が相続している。ジョンはロバートの5男として、14歳までの教育と（21歳のときに渡される）40ポンドの遺産を相続している。そして、母親は再婚するまで彼の教育の責任を負うことになった。

### 徒弟修行
彼は手織機の筬（おさ）を製造する親方の下に見習いとして入ったが、1カ月後に仕事をマスターしたと主張して家に戻ってしまった。そして金属製の筬を設計し、それがイングランド中で売れるほど人気を呼んだ。兄ウィリアムと共に国中を旅して金属製の筬を作っては織機にとりつけ、ベリーに戻ると1725年6月29日、2人はベリーの女性とそれぞれ結婚。ジョンの妻はアン・ホルトだった。
1726年には長女レティス、1728年には長男ロバートが生まれた。
ベリーにて織機の改良に取り組み続け、1730年、毛糸を製造する機械の特許を取得した。

## 飛び杼

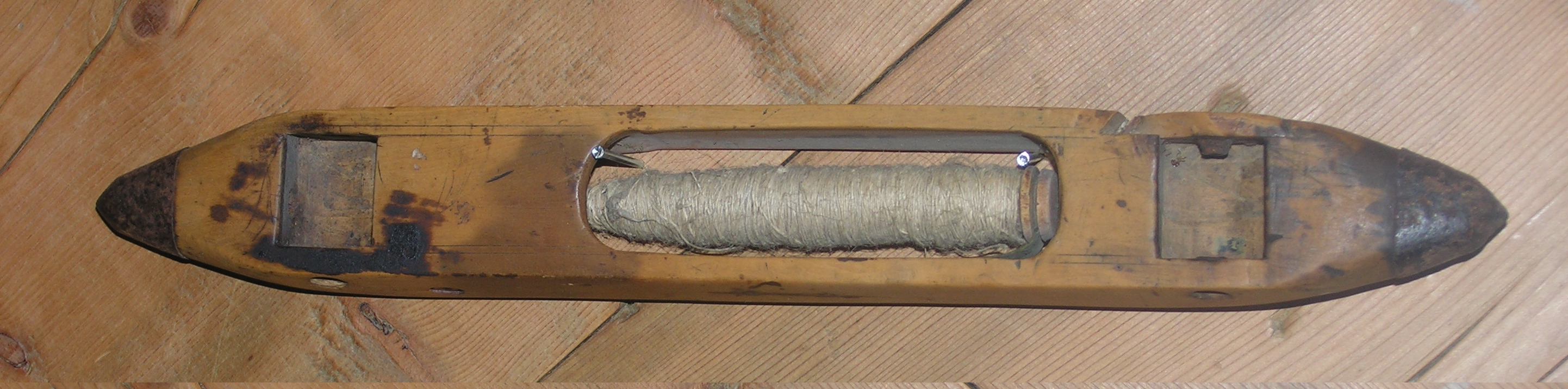
ジョン・ケイが発明した自動織機の飛び杼

1733年、自身最大の革新的発明とも言える手織機用のローラー付きの杼 "wheeled shuttle" の特許を取得。これにより経糸（たていと）の間に緯糸（よこいと）を素早く通すことが可能となって織りにかかる時間が大幅に短縮され、同時により幅の広い織物を織れるようになった。そのため、従来幅広の織機では杼をキャッチする助手が必要だったが、織り手1人で幅広の織機を扱えるようになった。
ケイが発明したのは "wheeled shuttle" だが、その動作する様が飛ぶようだったため "fly-shuttle"（後には "flying shuttle"）、すなわち「飛び杼」と呼ばれた。特に若い織り手が狭い織機でそれを使う様は次のように描写されている。
想像を絶する速さで、杼はすぐさま消える小さな雲のようにしか見えない。—ジャン＝マリー・ロラン、Encyclopédie Méthodique (1785)

### 抵抗

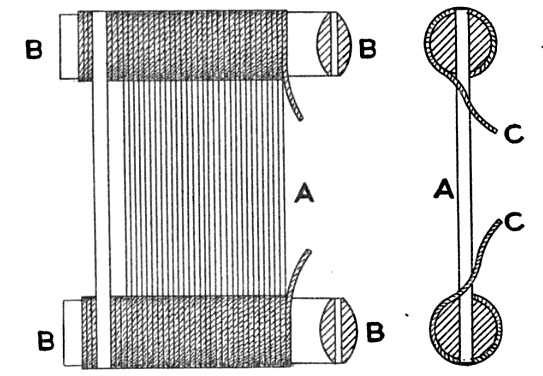
筬（おさ）の構造: A: ワイヤまたは筬歯
B: 木製の肋材
C: タールを塗った紐

1733年7月、ケイは飛び杼の製造のために出資を募りコルチェスターで事業を開始した。これは産業革命のきっかけとなる生産性を向上させる最初の機器であって、産業界に動揺が生じることは予期されていなかった。しかし1733年9月、コルチェスターの手織り職人はケイの発明で生計が成り立たなくなることを心配し、王にケイの発明品生産事業を止めさせるよう請願した。
また飛び杼は織りの生産性を向上させるものの、糸の生産性はまだ上がっていなかったため、紡績業者にとっても破壊的影響が予想された。
ケイはベリーで飛び杼を普及させようとしたが、それが十分実用に耐えることを毛織物業者に納得させることができず、その後2年間は技術の改良に費やし、1733年の特許よりさらにいくつかの改良を施したものを開発した（そのことが後の特許紛争で問題を生じている）。
1738年にはリーズに移り住んだが、特許料の不払いという問題が生じた。当時、飛び杼1個につき、年間15シリングの特許料を設定していた。発明も続けており、同年いくつかの特許を取得しているが、それらは事業には結びつかなかった

### シャトルクラブ
ケイ（と出資者ら）は特許権侵害訴訟をいくつも起こし、勝訴した場合もあるが、全体としては裁判費用の方が高くつき、失敗に終わった。織物業者は「シャトルクラブ」というシンジケートを結成し、出廷費用を融通しあい、敗訴した場合の保険を作って対抗し、ケイはほぼ破産状態となった。
1745年、ジョセフ・ステルは水力で駆動することを想定したリボン用織機の特許を取得したが、ケイが裁判で経済的に苦しくなっていたため事業化することはできなかった。結局、リーズを離れベリーに戻ることを余儀なくされた。1745年には末っ子のウィリアム（12番目の子）が生まれている。
その後も発明を続けている。1746年には塩の製法の効率化を研究し、紡績技術の改良にも取り組んだが、そのためにベリーの紡績業者の顰蹙を買った。また、飛び杼が普及してきたことで、木綿糸の需要が増え、価格が上昇したために原因を作ったケイが非難された。

## フランスでの生活
イングランドでは常に暴力の危険にさらされていたが、ケイが国を離れる決心をしたのはそのせいというよりも、特許権（による特許使用料の徴収）が徹底できないためであった。Trudaineのフランス商業局 (Bureau de Commerce) は繊維産業の技術革新をサポートしていることで知られ、後には発明家の移民も集めていた。1747年、そういった国からのサポートが得られると期待して、ケイはイングランドからフランスへ渡った（ケイはそれまでフランスに行ったことはなく、フランス語も話せなかった）。

### 国の支援
パリに着くと、1747年いっぱいをかけてフランス政府と技術を売る交渉を（英語で）行った。
要求した巨額の対価は拒否されたが、最終的に3,000リーブルの一時金と（1749年から毎年支払われる）2,500リーブルの年金で合意に達し、まずノルマンディーの織物業者から飛び杼を指導することになった。また、フランスでの飛び杼生産の独占権を保持し、3人の息子をパリに呼び寄せて生産を行った。イングランドでの暴力の経験から織物の生産地へ向かうことには用心深かったが、説き伏せられて生産地に向かっている。
一時期フランス当局はケイがイングランドと連絡するのを妨害したようだが、ケイはフランス政府にイングランドで彼の技術が思いがけない形で使われていることを報告している。
私の新型の杼はイングランドで幅の狭い毛織物の生産にも使われているが、私が指導すればもっと完璧にできる。—ジョン・ケイ、フランス国立中央文書館が所蔵する書簡
フランスにおける織物生産の機械化は1753年に始まったとされており、そのころ飛び杼が普及した。その多くはケイが生産したものではなく、コピー商品だった。フランスでも製造権の独占に失敗し、フランス政府と反目するようになり、1756年ごろイングランドに戻った。1753年、ベリーにいたケイが群衆に襲われ、やっとの思いでイングランドを脱出したという逸話があるが、これはそれ以前のコルチェスターでの暴動に基づいて19世紀に作られた話と思われ、ケイは1750年代前半にはフランスにいた。

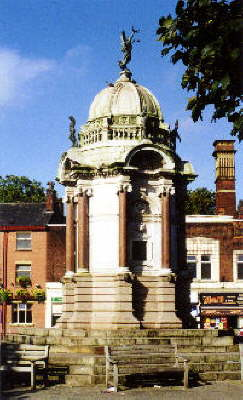
ベリーにあるジョン・ケイ記念碑（1908年建立） 1903年に建立が計画された。19世紀におけるケイの再評価の動きはほとんどなかったが、1903年になってベリーでケイへの「罪滅ぼし」の動きが起き「素晴らしい天才で犠牲となった人物」への償いをすべきだという考えが生まれた。

イングランドに戻ってみると、状況は良くなっていなかった。そのため1758年にはフランスに戻って定住したが、その後少なくとも2回イングランドを訪れている。1765年から66年にかけての冬、英国ロイヤル・ソサエティ・オブ・アーツに請願し、彼の発明品を品評会に出品しようとした。同協会には飛び杼を知っている人がおらず、手紙の一部は届かなかったため、賞は与えられなかった。1773年にもイングランドに行ったが、年金が打ち切られたため1774年にフランスに戻った（当時70歳）。

### 老後
飛び杼について指導する代わりに年金を復活させて欲しいと申し出たが断わられ、残りの数年をサンスおよびトロワで綿織物業者のために機械を組み立てて過ごした。1779年までそうした仕事と手紙を書くことで忙しく過ごしているが、晩年の5年間はフランス政府からの報酬が1,700リーブルに減額されている。1778年3月には金欠状態となり、今後の織機製作の前金を受け取っている。
彼が最後に書いたと見られる手紙（1779年6月8日付）は、フランス当局に対してこれまでの業績を示し、さらなる発明を提案したものである。しかし、新たな発明をした証拠はなく、その後の消息も聞かれないため、ケイは1779年後半に75歳で亡くなったと見られている。

## その後
ジョン・ケイの息子ロバート(en)はイングランドに留まり、1760年に "drop-box" を発明した。これは複数の飛び杼を織機で使えるようにするもので、多色織りが可能となった。
息子のジョン ("French Kay") は父と共に長くフランスに住んでいた。1782年、彼は同じく特許問題を抱えていたリチャード・アークライトに父のトラブルの記録を提供している。
フォード・マドックス・ブラウンが、ジョン・ケイと彼の発明を壁画に描いており、これはマンチェスターのタウン・ホールにある。
ベリーでは、ケイは地元の英雄となっており、ケイの名を冠したパブや庭園がある。

### トーマス・サトクリフ
1840年代に、ケイのひ孫トーマス・サトクリフは一族のためにキャンペーンを展開した。1846年、イギリスでのケイの不当な扱いに対する補償を議会に求めたが、失敗した。彼は家系や曽祖父のことをよく知らず、その「空想的で間違った文書」は John Lord が一次文献を駆使して詳細に調査し、疑問を呈した。